# Guillaume de Corswarem
Guillaume de Corswarem, né à Alken le 15 novembre 1799 et mort à Hasselt le 24 mai 1884, est un homme politique belge.

## Fonctions et mandats
- Conseiller provincial
- Membre de la Chambre des représentants de Belgique : 1843-1848

## Sources
- Jean-Luc DE PAEPE & Christiane RAINDORF-GERARD, Le Parlement belge, 1831-1894. Données biographiques, Brussel, 1996